# Irene Krause
Irene Krause, coniugata Salomon (12 febbraio 1940 – 8 agosto 2008), è stata una cestista tedesca.

## Carriera
Con la Germania Est ha disputato i Campionati del mondo del 1967 e tre edizioni dei Campionati europei (1964, 1966, 1968), vincendo una medaglia di bronzo.